# Мастеринг
Ма́стеринг (англ. mastering) в широком смысле — процесс производства чего-либо, в ходе которого из исходных материалов создаётся экземпляр продукта, который служит эталонным образцом для тиражирования и называется мастер-копией.
Мастеринг звукозаписей — процесс подготовки и переноса записанной и сведённой фонограммы на какой-либо носитель для последующего тиражирования. 
Мастеринг видеозаписей — процесс подготовки и перевода изображения и звука с киноплёнки или другого носителя в цифровую или аналоговую форму для последующего тиражирования на оптических видеодисках или других носителях информации.
В современной звукорежиссуре, в связи с тем, что значительная часть аудио- и аудиовизуального контента циркулирует исключительно в цифровом формате посредством компьютерных сетей, без создания эталонных носителей[уточнить], складывается и иное понимание мастеринга — как особой формы звуковой обработки законченного аудиоматериала.

## Общий обзор технологии
При подготовке к мастерингу полученные после записи исходники редактируются; при необходимости также осуществляется домонтаж/подмонтаж частей произведения. При необходимости могут применяться другие приёмы работы со стереофонограммой: шумоподавление, полосовая компрессия, расширение/сужение стереобазы и т. д. Таким образом и получают материал для создания каждой аудиокомпозиции.
Затем, когда все в отдельности композиции (мастер-треки) готовы, их собирают в нужном порядке, добавляют между ними переходы (напр. добавляются натуральные шумы и т. д.) либо паузы и получают окончательный продукт (аудиоальбом, фонограмму фильма, микстейп и т. д.)
Исходный материал обрабатывается путём эквализации и компрессии (лимитирования).
Для каждого вида издания (носителя) обычно применяются собственные настройки мастеринга в зависимости от типа носителя, аудиопотребителя и воспроизводящего звук прибора (особенностей его звучания):
- для кассеты нужно больше компрессии и высоких частот.
- для «винила» обязательна низкочастотная обрезка и полная монофоничность низких частот.
- для CD — «цифровая тишина» в начале и конце каждого трека, отделённого паузами.
- для трансляции в радиоэфире или для звуковой дорожки к видеоклипу часто критичным является среднее значение динамической громкости (RMS).

Мастеринг обычно проводится в специально созданных для этого контрольных комнатах, оснащённых эталонными звуковоспроизводящими аудиомониторами. Как правило, мастерингом занимаются звукорежиссёры, имеющие доступ к высококачественному мастеринговому оборудованию и помещению, а также обладающие специфическими навыками и опытом, которых принято называть инженерами мастеринга.
Современный мастеринг, вне зависимости от вида конечного продукта, принято разделять на аппаратный аналоговый и виртуальный цифровой. 
Мастеринговые студии аналогичным образом делятся на аппаратные аналоговые мастеринговые студии и виртуальные цифровые студии.

## Аппаратный аналоговый мастеринг
Аппаратный аналоговый мастеринг — классический мастеринг звуковых фонограмм, при котором вся редакция осуществляется при помощи специальных аппаратных аналоговых и цифровых приборов. Как правило, это специальные прецизионные компрессоры, эквалайзеры, полосовые фильтры и т. д. (см. Студия звукозаписи); нередко такие приборы изготавливаются на заказ в единичном экземпляре или в крайне малой серии и содержат целый ряд бескомпромиссных технических решений, что приводит к их высокой стоимости. 
Аналоговый аппаратный мастеринг (при некоторых неизбежных технических проблемах) часто используют из-за его характерного окраса, придающего звучанию фонограмм особый шарм, определивший исторический стандарт профессионального музыкального звучания. Широкое распространение получил в связи с активной эксплуатацией приборов динамической обработки звука[неизвестный термин], с середины XX века.
В том случае, когда для мастеринга используются цифровые приборы (цифровые спектропреобразователи, ревербераторы и др.), подключённые аналоговыми интерфейсами (вход/выход), мастеринг тоже считается аппаратным аналоговым, так как такие приборы в данном случае включены в аппаратную аналоговую цепь и содержат собственные цифровые конвертеры, которые тоже вносят свою характерную окраску в исходное звучание. Однако значительное количество мастеринговых студий предпочитает использование в тракте только аналоговых приборов обработки звука (маркировка [AAA]), чтобы не изменять звуковой сигнал процессом дискретизации.
При аппаратном аналоговом мастеринге нередко осуществляется также монтаж магнитофонных фонограмм. Для последующего издания на CD аналоговый мастер переписывается (оцифровывается) на цифровой носитель, после чего производится соответствующая разметка и запись PMCD (Premastered Compact Disc — подготовленный мастер-компакт-диск).

## Ремастеринг
Виртуальный цифровой мастеринг (ремастеринг) — альтернативный к классическому аппаратному мастеринг звуковых фонограмм, в котором вся редакция осуществляется в виртуальной цифровой среде, как правило, внутри компьютерной системы с помощью звуковых редакторов или специального программно-аппаратного комплекса, в котором звук не проходит дополнительных аналогово-цифровых преобразований, оставаясь в цифровом формате. Получил широкое распространение с конца 1990-х годов.
При этом к виртуальной мастеринговой студии предъявляются требования меньшие, чем к аппаратным аналоговым студиям вследствие малобюджетности виртуальных студийных проектов.
В некоторых случаях первая стадия цифрового мастеринга производится методом перезаписи аудиоматериала с одного цифрового носителя на другой. 
Дальнейшее изменение первоначального звучания происходит посредством применения отдельных цифровых приборов (многополосных компрессоров, лимитеров-максимайзеров и некоторых других), которые включаются цепочкой, минуя собственные аппаратные конвертеры (АЦП/ЦАП). 
Результатом такого мастеринга должно стать создание образца PMCD, с которого собранный материал будет перенесён на мастер-диск, для последующей репликации. Корректное создание PMCD является критическим моментом для успешного перевода материала на glass master, из которого будет созданы штампы для тиражирования CD.